# Physocleora dardusa
Physocleora dardusa là một loài bướm đêm trong họ Geometridae.